# Yunyan
Yunyan (chinesisch 云岩区, Pinyin Yúnyán Qū) ist ein chinesischer Stadtbezirk der Innenstadt der bezirksfreien Stadt Guiyang, der Hauptstadt der Provinz Guizhou im Südwesten der Volksrepublik China. Er hat eine Fläche von 90,88 km² und zählt 996.400 Einwohner (Stand: Ende 2018).

## Administrative Gliederung
Auf Gemeindeebene setzt sich der Stadtbezirk aus fünfzehn Straßenvierteln und einer Großgemeinde zusammen. 